# Dancing on Dangerous
Dancing on Dangerous is een nummer van de Kazachse dj Imanbek, de Jamaicaanse zanger Sean Paul en de Mexicaanse zangeres Sofía Reyes uit 2021.
Hoewel het nummer flopte in Amerika, werd "Dancing on Dangerous" een bescheiden zomerhit in een paar Europese landen; waaronder onder andere Frankrijk, Italië en het Nederlandse taalgebied. In de Nederlandse Top 40 bereikte het de 25e positie, terwijl de Vlaamse Ultratop 50 een 48e positie liet zien. Hiermee was het voor het eerst is ruim twee jaar dan Sean Paul weer in de Nederlandse en Vlaamse hitlijsten terechtkwam.